# Troglodytes hiemalis
Troglodytes hiemalis là một loài chim trong họ Troglodytidae.